# الفراج (الرقة)
الفراج قرية سورية تتبع ناحية سلوك في منطقة تل أبيض في محافظة الرقة. بلغ عدد سكانها 365 نسمة في عام 2004 حسب إحصاء المكتب المركزي للإحصاء.